# Stony Brook Wildlife Sanctuary
Das Stony Brook Wildlife Sanctuary ist ein 102 Acres (41,3 ha) umfassendes Schutzgebiet bei Norfolk im Bundesstaat Massachusetts der Vereinigten Staaten. Es wird von der Massachusetts Audubon Society gemeinsam mit dem Department of Conservation and Recreation (DCR) verwaltet. Die Massachusetts Audubon Society betreibt beim Schutzgebiet ein Camp für Kinder im Alter von 4–15 Jahren und bietet geführte Wanderungen und Programme für Einzelpersonen, Gruppen und Schulklassen an.

## Schutzgebiet
Das an die Bristol Blake State Reservation angrenzende Schutzgebiet verfügt über ein ausgedehntes System aus Hochwegen, die durch Wälder, Felder und Feuchtgebiete führen. Besuchern stehen 2 mi (3,2 km) Wanderwege zur Verfügung, von denen 2.000 ft (609,6 m) barrierefrei zugänglich sind.
Zu den Tiere die hier anzutreffen sind gehören Schildkröten, Enten, Gänse, Kanadareiher und Bisamratten.